# Île de Qushan
L'île de Qushan est une des îles principales de l'archipel de Zhoushan, dans le xian de Daishan. L'île de Qushan a une superficie de 73,57 km² pour une population de 53 016 habitants. 